# District de Seuhn Mecca
Le district de Seuhn Mecca est une subdivision du comté de Bomi au Liberia.  
L’autre district du comté de Bomi est :
- Le district de Klay